# Ruđer Josip Bošković
Ruđer Josip Bošković [rúđer jósip bóšković] (italijansko Ruggiero (Ruggero) Giovanni (Giuseppe) Boscovich), dubrovniški fizik, astronom, matematik, geodet, filozof, inženir, hidrograf, diplomat, pesnik in jezuit, * 18. maj 1711, Dubrovnik, Dubrovniška republika (danes Hrvaška), † 13. februar 1787, Milano, Italija.

## Življenje in delo
Ruđer se je rodil kot osmi otrok in najmlajši od šestih sinov očeta Nikole Boškovića (rojen okoli 1641) trgovca iz Orahovega Dola pri Trebinju, in matere Paole Bettera, hčere Bara Bettera iz znane dubrovniške družine. Oče Nikola je umrl zaradi črevesnih težav, 18. septembra 1721, ko je bilo Ruđerju deset let. Ruđer je celo svoje življenje preživel v tujini, kjer je postal svetovno znan. V Dubrovnik se je vrnil le enkrat, leta 1747.
Osnovno izobrazbo je dobil v Dubrovniku. Osnovni tečaj branja in pisanja je dobil od duhovnika Nikole. Nato pa je nadaljeval na dubrovniškem jezuitskem kolegiju (Collegium Ragusinum). V tem času je pokazal izredno nagnjenje do nadaljnjega umstvenega razvoja. Bil je znan po svojem dobrem spominu in hitrem ter globokem premišljevanju. 16. septembra 1725 je s štirinajstimi leti odšel v Rim, kjer se je vpisal na Rimski kolegij (Collegium Romanum, Collegio Romano). Tu je študiral matematiko in fiziko. Leta 1732 je diplomiral iz filozofije, kmalu zatem pa tudi iz teologije. Po končanem študiju  je bil posvečen v duhovnika in je stopil v jezuitski red. V letu 1740 je zaradi svojih sposobnosti postal profesor matematike na Rimskem kolegiju.
Bošković je tvorec enotnega zakona sil, pri čemer je predpostavil, da gravitacija ni le privlačna sila (Newtonov splošni gravitacijski zakon), temveč je tudi odbojna, in se njen 'predznak' na majhnih razdaljah med telesi izmenično spreminja. Smatral je, da je osnovni delec brez razsežnosti izvor sile. Čas in prostor je imel z razliko od Newtona za relativna. Njegova atomska teorija je primer jasnega in točno opredeljenega sistema, ki izkorišča načela klasične mehanike. Njegovo delo je vplivalo na Faradayjevo delo pri razvoju teorije elektromagnetnega polja. Po Einsteinovem sodelavcu Whyteu so Boškovićeve zamisli vplivale na Einsteinove osamljene in večkratne neuspešne poskuse izdelave enotne teorije polja. Bošković je morda prvi, ki si je zamislil bele luknje, saj si je zaradi odbojne narave gravitacije v svojem zakonu sil lahko zamislil obratno stanje kot pri črnih luknjah, kar je dejansko tudi storil. V sodobnih kozmoloških teorijah se je pojem odbojne gravitacije izkazal za pomembnega pri raziskovanju mladega Vesolja.
Navkljub svojemu poučevalskemu delu je našel čas za raziskovanje na mnogih področjih znanosti in je objavil veliko razprav, nekaj zelo obsežnih. Razprave so obravnavale pojave kot so: prehod Merkurja, severni sij, oblika Zemlje, opazovanja zvezd, nepravilnosti v zemeljski težnosti, matematična orodja pri daljnogledih, meje zanesljivosti v astronomskih opazovanjih, cikloida, logistična krivulja, teorija kometov, plimovanje, zakon zveznosti, dvojni refrakcijski mikrometer in problemi iz sferne trigonometrije.
Bošković je leta 1742 sodeloval kot sodelavec papeža Benedikta XIV. pri ugotavljanju najboljše stabilnosti kupole Bazilike svetega Petra v Rimu, ko so na njej odkrili razpoko. Sprejeli so njegov predlog o namestitvi petih istosrednih jeklenih vezi.
Privolil je, da bo sodeloval na portugalski zemljemerski odpravi v Brazilijo in meritvi poldnevniškega loka, vendar ga je papež prepričal, da ostane v Italiji in prevzame podobno nalogo z angleškim jezuitom Maireom, ki je meril lok dveh stopinj med Rimom in Riminijem. Z meritvami so začeli leta 1750 in jih končali v dveh letih. Poročilo so objavili leta 1755 pod naslovom De Litteraria expeditione per pontificiam ditionem ad dimetiendos duos meridiani gradus a PP. Maire et Boscovicli. Vrednost tega dela se je povečala pri točni  izdelavi zemljevida Papeških dežel. Francoski prevod je izšel leta 1770.
Med toskanskim nadvojvodom in mestno republiko Lucca je nastal spor zaradi izsuševanja jezera. Kot luccaški zastopnik je Bošković leta 1757 odšel na Dunaj, kjer je uspešno posredoval.
Na Dunaju je leta 1758 objavil svoje znamenito delo Teorija naravoslovja, izvedena na edini zakon sil, ki obstajajo v naravi (Theoria philosophiae naturalis redacta ad unicam legem virium in natura existentium). Delo je vsebovalo njegovo atomsko teorijo in teorijo o silah. Druga izdaja je izšla leta 1763 v Benetkah. V delu je podal misel, da je vse snov in gibanje. Po njem je snov sestavljena iz enakih sestavnih delov, vendar jo različni zakoni naredijo različno. Bohrov model atoma je neposredni potomec Boškovićevega modela atoma. Uvedel je zakon sil, ki so na majhnih medelektronskih razdaljah odbojne, na velikih razdaljah pa privlačne, kar je kasneje naprej razvil Faraday. Atom je po Boškoviću središčna točka, okrog katere se širijo oblaki privlačnih in odbojnil sil (Boškovićevo polje).
V letu 1761 so se astronomi pripravljali na opazovanje prehoda Venere prek Sončeve ploskve. Na pobudo Kraljeve družbe se je Bošković odločil potovati v Konstantinopel. Prispel je pozno in potoval na Poljsko prek Bolgarije in Moldavije. Nadaljeval je pot v Sankt Peterburg, kjer so ga izbrali za člana Ruske akademije znanosti. Zaradi slabega zdravja se je moral vrniti v Italijo. O tem potovanju je leta 1762 objavil opis Dnevnik potovanja iz Konstantinopla do Poljske (Giornale di un viaggio da Constantinopoli in Polonia). Delo je kasneje izšlo v več izdajah še v francoščini.
Univerza v Pavii ga je leta 1764 povabila na mesto predstojnika stolice za matematiko, kjer je postal predstojnik Astronomskega observatorija Brera, ki so ga tega leta zgradili jezuiti. Tu je ostal do leta 1770.
Londonska Kraljeva družba ga je imenovala za vodjo odprave v Kalifornijo, ki bi leta 1769 opazovala ponovni prehod Venere. Odpravo je preprečil odlok španske vlade o izgonu jezuitov iz njenega dominija. Bošković je imel veliko sovražnikov in je moral stalno menjavati svoje bivališče. Okoli leta 1777 se je vrnil v Milano, kjer je nadaljeval s poučevanjem in vodenjem brerskega observatorija.
Zaradi spletk svojih sodelavcev se je odločil vrniti v rodni Dubrovnik in tam upokojiti. Leta 1773 so v Italiji ukinili jezuitski red. Zaradi negotovosti je sprejel povabilo francoskega kralja Ludvika XV. Odšel je v Pariz, kjer je postal predstojnik oddelka za optiko Francoske vojne mornarice s pokojnino 8000 livr. Polovico pokojnine je prispevalo Ministrstvo za mornarico, polovico pa Ministrstvo za zunanje zadeve.
V tem času mu je kralj dal francosko državljanstvo. V Franciji je ostal deset let. Medtem je služba postajala vse bolj neprijetna in na trenutke nevzdržna. Vseeno je nadaljeval z znanstvenim delom in objavil več odličnih del. Med njimi je bila lepa rešitev problema določevanja tirov kometov iz treh opazovanj. V tem času se je ukvarjal tudi z mikrometri in akromatičnimi daljnogledi.
V Italijo se je vrnil leta 1783 in preživel dve leti v Bassanu. Pripravljal je izdajo dela Opera pertinentia ad opticam et astronomiam, etc., ki je izšlo leta 1785 v petih zvezkih v kvartnem formatu.
Za nekaj mesecev je obiskal samostan Vallombrosa, nato pa se je leta 1786 vrnil v Brero in nadaljeval s svojim književnim delom. Postajal je vse bolj slaboten.

## Priznanja

### Poimenovanja
Po Boškoviću se imenuje hrvaški raziskovalni inšitut s področja atomske fizike, Inštitut Ruđerja Boškovića (Institut Ruđer Bošković) (IRB). Inštitut so ustanovili leta 1950, ustanovitev pa je predlagal Supek. Po njem se imenuje tudi srednja tehniška šola v Zagrebu. Po Boškoviću se od leta 1953 imenuje beograjsko astronomsko društvo (ADRB), ustanovljeno leta 1934, in observatorij na Kalemegdanu.
Po njem se imenuje udarni krater Bošković na Luni s koordinatama 9,8° severno; 11,1° vzhodno, premerom 46 km in globino 1,8 km.

## Dela
- O Sončevih pegah (De maculis solaribus) (1736),
- O zadnjem prehodu Merkurja prek Sonca (De Marcurii novissimo infra Solem transitu) (1737),
- O severnem siju (De aurora boreali) (1738),
- O novi uporabi daljnogleda za določevanje nebesnih teles (De novo telescopii usu ad objecta caelestia determinanda) (1738),
- O argumentih starih v podporo Zemljine krogelnosti (De veterum argumentis pro Telluris sphaericitate) (1738),
- Razprava o obliki Zemlje (Dissertatio de Telluris figura) (1738),
- O oskulacijskih krožnicah (De circulis osculatoribus) (1740),
- Gibanje nebesnih teles v snovi brez upora (De motu corporum projectorum in spatio non resistente) (1740),
- O naravi in uporabi neskončno velikih in neskončno malih količin (De natura, & usu infinitorum, & infinite parvorum) (1741),
- O neenakosti težnosti v različni točkah na Zemlji (De inaequalitate gravitatis in diversis Terrae locis) (1742),
- O letnih aberacijah nepomičnih zvezd (De annuis fixarum aberrationibus) (1742),
- O astronomskih opazovanjih in do kam seže njihova točnost (De observationibus astronomicis, & quo pertingat eqrundem certitudo) (1742),
- Raziskovanje celotne astronomije (Disquisitio in univesam astronomiam) (1742),
- O gibanju telesa, ki ga privlači nepomično središče s silami, ki padajo obratno sorazmerno s kvadratom razdalje v prostoru brez odpora (De motu corporis attracti in centrum immobile viribus decrescentibus in ratione distantiarum reciproca duplicata in spatiis non resistentibus) (1743),
- Nova metoda za uporabo opazovanj faz v Luninih mrkih kot vaja v geometriji in napredovanja v astronomiji (Nova thedus adhibendi phasium observationes in eclipsibus Lunaribus ad exercendam geometriam, & promovendam astronomiam) (1744),
- O živih silah (De viribus vivis) (1745),
- O antični vili, odkriti na grebenu Tusculuma (1745),
- O antični sončni uri in drugih zanesljivih zakladih, najdenih med ruševinami (1745),
- O kometih (De cometis) (1746),
- O plimovanju morja (De aestu maris) (1747),
- O svetlobi (De lumine) (1748),
- O določevanju tirnice planeta s pomočjo katoptrike, če je podana sila, hitrost in smer gibanja v dani točki (De determinanda orbita planetae ope catoptricae, ex datis vi, celeritate, & directione motus in dato puncto (1749),
- O težišču (De centro gravitatis) (1751),
- O Lunini atmosferi (De Lunae atmosphaera) (1753),
- Elementa matheseos universae  (1754),
- O zakonu zveznosti in njegovih posledicah, ki se nanašajo na prave vzroke stvari, in na njihove sile (De continuitatis lege, & consectariis pertinentibus ad prima materiae elementa, eorumque vires) (1754),
- O zakonu sil, ki obstajajo v naravi (De lege virium in natura existentium) (Rim 1755)
- O lečah in dioptričnih daljnogledih (De lentibus, & telescopiis dioptricis) (Rim 1755),
- De expeditione ad dimetiendos duos meridiani gradus (Rim 1755),
- De litteraria expeditione per pontificiam ditione ad dimentiendos meridiani gradus et corrigendam mappam geographicam, iussu et auspiciis Benedicti XVI (1755),
- Teorija naravoslovja, izvedena na edini zakon sil, ki obstajajo v naravi (Theoria philosophiae naturalis redacta ad unicam legem virium in natura existentium) (Dunaj 1758),
- Dnevnik potovanja iz Konstantinopla do Poljske (Giornale di un viaggio da Constantinopoli in Polonia) (1762),
- Journal d'un voyage de Constantinople en Pologne (Pariz 1772),
- Opera pertinentia ad opticam et astronomiam (1785).